# Thorunn Egilsdottir
Ne doit pas être confondu avec Þórunn Egilsdóttir, femme politique islandaise.
Thorunn Egilsdottir (née le 3 mars 1975 à Luxembourg) est une chanteuse, actrice et animatrice de télévision et radio luxembourgeoise.

## Biographie
Née de parents islandais au Luxembourg, Thorunn retourne en Islande avec ses parents en 1989. En 1996, elle commence à étudier la littérature à Aix-en-Provence puis travaille dans le secteur de la banque privée au Luxembourg. Après un casting, elle travaille plusieurs années sur la chaîne de télévision RTL Télé Lëtzebuerg avant de rejoindre le groupe Mediahuis Luxembourg, où elle est  présentatrice pour Radio DNR et chroniqueuse pour le magazine Télécran.
En plus de son travail dans l'industrie des médias, Thorunn sort trois albums studio et plusieurs singles. En 2013, elle participe à la troisième saison de l'émission de casting vocale allemande The Voice of Germany et figure parmi les 24 meilleurs participants. En 2014, Thorunn crée le groupe When 'Airy Met Fairy avec trois musiciens et sort un EP éponyme.
En tant qu'actrice, elle joue des rôles mineurs dans des longs-métrages.

## Discographie

### Albums
- 2006 : The Moment in Between
- 2008 : Superfishreality
- 2010 : The Jar

### EP
- 2014 : When 'Airy met Fairy (chanteuse de When 'Airy met Fairy)

### Singles
- 2003 : Complicated
- 2006 : Bandits
- 2006 : The Moment in Between
- 2007 : Planet of Happiness
- 2007 : One Day
- 2008 : Lovestory
- 2009 : Ghost
- 2012 : Gone, Gone, Gone
- 2013 : The Scientist
- 2014 : Intoxicated

## Filmographie
- 2004 : Autoroute Racer
- 2009 : House of Boys
- 2016 : Souvenir
- 2023 : Les Dernières Cendres (Läif a Séil) de Loïc Tanson

## Source de la traduction
- (de) Cet article est partiellement ou en totalité issu de l’article de Wikipédia en allemand intitulé « Thorunn Egilsdottir » (voir la liste des auteurs).

1. ↑  « Thorunn Egilsdottir », sur Linkedin, 2020 (consulté le 18 avril 2020)
2. ↑  Raphaël Duprez, « [Interview] When ‘Airy Met Fairy », sur indiemusic.fr, 2015 (consulté le 18 avril 2020)